# Elpidio (ribelle)
Elpidio (in greco antico: Ἐλπίδιος?; fl. 781–802) è stato un nobile bizantino, fu nominato dalla basilissa Irene d'Atene governatore del Thema di Sicilia.
Venne accusato di cospirare contro l'imperatrice. Ciò lo portò a ribellarsi. Dopo essere stato sconfitto dalle forze imperiali di Irene, riparò presso il Califfato abbaside che lo riconobbe basileus dei Romei (Imperatore bizantino).

## Biografia

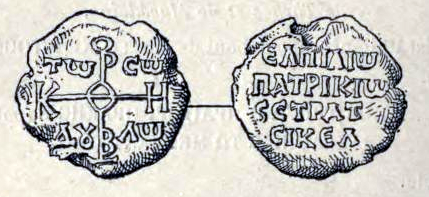
Sigillo di Elpidio

Nulla si conosce di lui prima del febbraio 781, quando l'imperatrice Irene d'Atene lo nominò governatore (strategos) del thema di Sicilia. A quel tempo era già stato insignito dell'elevato grado bizantino di patrikios, e lo storico Teofane Confessore lo menzionò esser già stato governatore di Sicilia in passato, anche sotto Leone IV il Cazaro o forse Costantino V.
In seguito, il 15 aprile del 781, Irene fu informata che egli aveva ordito un complotto, scoperto nell'ottobre dell'anno precedente, tendente a deporla per mettere al suo posto il cesare Niceforo, il figlio maggiore ancora in vita dell'imperatore Costantino V. Irene inviò immediatamente in Sicilia lo spatharios Teofilo, con l'ordine di portare Elpidio a Costantinopoli. Nonostante la moglie e i figli fossero già a Costantinopoli, Elpidio rifiutò l'ordine imperiale, supportato dal popolo e dall'esercito locale. Non sembra che Elpidio abbia dichiarato esplicitamente di ribellarsi all'imperatrice, ma Irene comunque fece frustare moglie e figli pubblicamente e li fece imprigionare nella capitale.
Nell'autunno del 781 o nei primi mesi del 782, Irene gli inviò contro una grande flotta al comando del patrikios Teodoro. Le forze militari di Elpidio erano scarse e, dopo diverse battaglie, venne sconfitto e la Sicilia fu riconquistata dalle truppe imperiali. Insieme con il suo luogotenente, il dux Niceforo (probabilmente il comandante della Calabria), raccolse ciò che rimaneva del tesoro del thema e fuggì in Nord Africa, dove fu accolto dalle autorità arabe.
Là si autoproclamò basileus dei Romei (imperatore dei romani), formalmente riconosciuto dal governo abbaside, anche se la cosa non sembra sia avvenuta veramente. La sua vita successiva è molto oscura, fatta eccezione per la sua partecipazione ad una campagna su larga scala (fece parte di una spedizioni con di 40.000 uomini) contro Bisanzio nel 792 o 794. Gli Abbasidi probabilmente speravano di poterlo insediare come un imperatore rivale in almeno una parte dell'Asia Minore, ma l'esercito invasore fu colpito dall'insorgenza di un precoce e pesante inverno, perdendo molti uomini per il freddo, e fu costretto a ritirarsi.
Secondo fonti siriache, era ancora vivo nell'802, quando Irene venne deposta da Niceforo I. Quando apprese questo evento, si dice che abbia consigliato Abd al-Malik ibn Salih, emiro della Mesopotamia superiore, a "buttare via la sua seta e a indossare l'armatura", poiché Niceforo avrebbe perseguito una politica ancor più aggressiva contro gli Abbasidi di quanto non avesse fatto la stessa Irene.